# Heut’ tanzt Mariett
Heut’ tanzt Mariett ist ein deutsches Stummfilmlustspiel aus dem Jahre 1928 von Friedrich Zelnik mit seiner Ehefrau Lya Mara in der Titelrolle.

## Handlung
Die Geschichte beginnt mit einer Scherenschnittszene gleich einem Märchen: Der Klapperstorch stochert in einem Dorfteich nach Essbarem. Dabei findet er ein kleines Mädchen und legt es dem Bürgermeister eines kleinen holländischen Ortes in die Wiege. Der Dorfvorsteher ist praktisch veranlagt, und jedes Mal, wenn er mit seiner Säge ein Stück Holz bearbeitet, verbindet der alte Mann mit einem kleinen Strick die Säge mit der Wiege, in der das Würmchen liegt, sodass bei jedem Arbeitsgang zugleich die kleine Mariett, so heißt der winzige Findling, in den Schlaf geschaukelt wird. Mehrere Jahre ziehen ins Land …
Mariett ist zu einer munteren jungen Frau gereift, die, zwar ein wenig naiv, sehr lebensfroh ist und wahnsinnig gern tanzt. Zu ihrem 16. Geburtstag schenkt ihr ein verdruckster, heimlicher Verehrer ein Paar Seidenschuhe. Rasch läuft sie in die Ortskirche und bittet ihren Schutzpatron, den heiligen Josef, sie möge auch das dazugehörige Paar Seidenstrümpfe bekommen. Dies hören zwei junge, begüterte Männer aus der Großstadt und amüsieren sich sehr über die Naivität der Kleinen. Einer der beiden ist nämlich Maler und kopierte gerade im Innern des Gotteshauses ein Kirchenfenster; Robert van Dammen, sein Freund, begleitet ihn. Man nimmt sich vor, sich mit Mariett einen Spaß zu machen und die kleine Landpomeranze zu foppen. Robert und sein Freund können Marietts Vater dazu überreden, ihr gegen die Zahlung einer Summe von 300 Gulden ein Schlafmittel zu verabreichen. Im Traum sieht sich Mariett nunmehr als eine Prinzessin! Wieder erwacht, spinnen Robert und sein Freund auf Roberts Schloss den Spaß weiter, und Robert mimt nunmehr „Prinzessin“ Marietts Chauffeur. Nach drei Tagen ist der Ulk vorüber und man erzählt Mariett die Wahrheit. Die ist zutiefst schockiert darüber, dass man sie derart veralbert hat, und will daraufhin fort vom Dorf und hinaus in die große weite Welt ziehen.
Auf der Bahnfahrt dorthin spielt sie auf der Mundharmonika und tanzt dazu. Ein Barbetreiber ist unterwegs entzückt von der herzensguten Naivität, gepaart mit einem ausgesprochenen Unterhaltungstalent Marietts und engagiert sie als Show Act für seine Pariser Lokalität. Bald ist der holländische Simpel zum dernier cri der französischen Hauptstadt aufgestiegen und hat sich am Pariser Showhimmel durchgesetzt. Inzwischen haben die beiden Spaßvögel von Marietts rasantem Erfolg gehört, und da der eine der beiden sich in sie verliebt hat, versucht er, Mariett zu erobern. Auf der Ski- und Rodelpiste von St. Moritz bekommt er reichlich Gelegenheit dazu. In der Silvesternacht kommt es zur großen Versöhnung zwischen Mariett und ihrem Robert.

## Produktionsnotizen
Heut tanzt Mariett entstand zwischen dem 28. November 1927 und dem 4. Februar 1928 in den Studios von Staaken bei Berlin. Die Außenaufnahmen fanden in St. Moritz (Schweiz) statt. Der Film passierte am 10. März 1928 die Zensur und wurde fünf Tage darauf im Berliner Beba-Palast Atrium uraufgeführt. Die Länge des für die Jugend freigegebenen Neunakters betrug 2783 Meter. 
Andrej Andrejew und Erich Zander gestalteten die Filmbauten.

## Kritiken
Die Österreichische Film-Zeitung schrieb: „Der Film ist in jeder Beziehung entzückend. Lya Mara, graziös, anmutig liebenswürdig und als Seele der Pariser Tanzbar ganz ausgezeichnet in ihrer quecksilbernen Beweglichkeit, die einfach mitreißt. Ihre Tanzkunst ist wirklich bewundernswert, die ganze Aufmachung des großstädtischen, mondänen Nachtlebens der Vergnügungslokale hervorragend. Friedrich Zelnik als Regisseur hat mal wieder  eine glänzende Arbeit geleistet und ein Tempo entwickelt, das von außerordentlicher Wirkung ist.“
In Die Stunde ist zu lesen: „Lya Mara lebt sich in Bewegung aus. Wo sie drollig und parodistisch sein darf, ist sie ausgezeichnet. Nur sentimentale Episoden und das tragische Operettenfinale sollte man ihr ersparen. (...) Friedrich Zelniks Regie ist dort besonders glücklich, wo sie mit dem Aufnahmetechniker Hand in Hand geht, der so eine Menge lustiger Trickbilder zu schaffen vermochte, die den Ablauf der Handlung … angenehm beleben!“
Das Neue Wiener Journal schrieb kurz: „Lya Mara ist in ihrem sprudelnden Temperament und ihrer Schalkhaftigkeit wie immer entzückend.“